# Restisoma howdeni
Restisoma howdeni är en stekelart som beskrevs av Yoshimoto 1990. Restisoma howdeni ingår i släktet Restisoma och familjen dvärgsteklar.
Artens utbredningsområde är:
- Costa Rica.
- Panama.

Inga underarter finns listade i Catalogue of Life.